# Triaenodes tridontus
Triaenodes tridontus är en nattsländeart som beskrevs av Ross 1938. Triaenodes tridontus ingår i släktet Triaenodes och familjen långhornssländor. Inga underarter finns listade i Catalogue of Life.